# Fábio Ronaldo
Fábio Ronaldo da Costa Conceição, noto semplicemente come Fábio Ronaldo (Vila Nova de Gaia, 28 aprile 2001), è un calciatore portoghese, attaccante dell'Estrela Amadora.

## Carriera
Cresciuto nel settore giovanile del Rio Ave, il 26 agosto 2021 firma il primo contratto professionistico con il club biancoverde, di durata quinquennale; al termine della stagione conquista la promozione in Primeira Liga.

## Statistiche

### Presenze e reti nei club
Statistiche aggiornate al 30 agosto 2022.
| Stagione        | Squadra         | Campionato      | Campionato | Campionato | Coppe nazionali | Coppe nazionali | Coppe nazionali | Coppe continentali | Coppe continentali | Coppe continentali | Altre coppe | Altre coppe | Altre coppe | Totale | Totale |
| Stagione        | Squadra         | Comp            | Pres       | Reti       | Comp            | Pres            | Reti            | Comp               | Pres               | Reti               | Comp        | Pres        | Reti        | Pres   | Reti   |
| --------------- | --------------- | --------------- | ---------- | ---------- | --------------- | --------------- | --------------- | ------------------ | ------------------ | ------------------ | ----------- | ----------- | ----------- | ------ | ------ |
| 2021-2022       | Rio Ave         | SL              | 15         | 0          | CP+CdL          | 2+2             | 0               | -                  | -                  | -                  | -           | -           | -           | 19     | 0      |
| 2022-2023       | Rio Ave         | PL              | 4          | 0          | CP+CdL          | 0+0             | 0               | -                  | -                  | -                  | -           | -           | -           | 4      | 0      |
| Totale carriera | Totale carriera | Totale carriera | 19         | 0          |                 | 4               | 0               |                    | -                  | -                  |             | -           | -           | 23     | 0      |

## Palmarès

### Club

#### Competizioni nazionali
- Segunda Liga: 1

Rio Ave: 2021-2022